# Elena Tacciu
Elena Tacciu este un critic și istoric literar și un eminescolog român, autoarea volumului Eminescu. Poezia elementelor, publicat la editura Cartea românească, București, în anul 1978.